# Плітка італійська
Плітка італійська
(Sarmarutilus rubilio) — вид риб родини ялецевих (Leuciscidae), єдиний представник роду Sarmarutilus. Раніше включався до складу роду плітка (Rutilus). Поширений в Італії. Раритетний вид риб, занесений до Червоного списку МСОП та інших природоохоронних документів.

## Опис
Прісноводний вид, сягає 18 см завдовжки.

## Поширення
Мешкає в Італії у басейні Тірренського моря від басейну річки Магра до Буссенто, також у басейні Адріатики від Кіенті до Трігно. Інтродукований до південної Італії та Сицилії; не виключено, що у частині ареалу у Адріатичному та Тірренському басейнах також є інтродукованою. 

## Охорона
Раритетний вид риб, занесений до Червоного списку МСОП (охоронна категорія: вразливий вид). На більшій частині ареалу стан природних популяцій виду наразі залишається нестабільним. В ряді регіонів спостерігається тенденція до зниження чисельності популяції виду. Тому плітка італійська занесена до Додатку 3 Бернської конвенції (охоронна категорія: вид підлягає охороні), а також до Директиви Європейського Союзу 92/43/ЄС «Про збереження природних оселищ та видів природної фауни і флори» (Додаток II. Види рослин і тварин, що становлять особливий інтерес для Європейського Союзу, збереження яких потребує створення територій особливої охорони).